# Trest smrti v Paraguayi
Trest smrti v Paraguayi byl zrušen ústavou v roce 1992. Poslední poprava byla v zemi vykonána v roce 1928.
Paraguay v letech 2007, 2008, 2010, 2012, 2014, 2016, 2018 a 2020 hlasovala pro moratorium OSN na trest smrti a také 18. srpna 2003 přistoupila Druhému opčnímu protokolu Mezinárodního paktu o občanských a politických právech.